# Antisessualità
L'antisessualità o anti-sessualismo è l'opposizione o ostilità verso la sessualità ed il rapporto sessuale in generale.

## Religione
Alcune forme di recente Gnosticismo ascetico ritengono tutta la materia in questione un male, che le gratificazioni fisiche siano da evitare e le coppie sposate sono quindi incoraggiate ad essere celibi. È profondamente consolidata la leggenda secondo cui Origene di Alessandria, uno dei più importanti teologi cristiani della Tarda Antichità, si sarebbe evirato per evitare la tentazione sessuale e così vincere il desiderio di commettere atti impuri. Gli Skopcy erano una setta della Chiesa ortodossa russa che praticava la castrazione e l'amputazione degli organi sessuali, costoro credevano che Cristo si fosse castrato durante la crocifissione, e fu proprio questo atto a portare la salvezza. L'inglese Ann Lee fu la fondatrice e la leader degli Shakers, una setta protestante radicale settecentesca che si opponeva alla procreazione e all'attività sessuale; erano maggiormente oppositori alla gravidanza rispetto a qualsiasi altra cosa. Il creatore dei Corn flakes, il medico statunitense John Harvey Kellogg, era contrario a tutte le forme di attività sessuale, soprattutto alla masturbazione. L'afroamericano Padre Divine, fondatore dell'International Peace Mission movement, sostenne un'astinenza religiosa dal sesso e dal matrimonio insegnando che l'oggettivazione sessuale era una delle cause principali di indesiderabili condizioni sociali e politiche.

## Antisessualità non-religiosa
Il luogo più noto degli antisessuali è il sito Antisex.info (Antisexual Stronghold), un sito web russo fondato dal Yuri Nesterenko.
È ampiamente riconosciuto come il principale attivista antisessuale dopo aver creato la comunità antisessuale su FidoNet nel 1995. La comunità sostiene di aver fondato il Movimento Internazionale Antisessuale (IAM). Pur sostenendo il motto "Say no to sex" i portavoce dell'IAM tentano di spiegare alle persone che sono le pulsioni sessuali a generare la violenza, e che possono essere scoraggiate attraverso la ragione oppure trasformate attraverso l'astinenza. L'IAM si propone di dimostrare che il sesso sia alienazione, da un lato stabilendo che alcuni sono vincolati dal desiderio sessuale e dall'altro molti per mancanza di conoscenza verso se stessi seguono i bisogni sessuali. Molti membri dell'IAM dicono di aver superato con successo il desiderio di sesso.

## Cultura popolare
La "Junior Anti-Sex League", nel romanzo distopico di George Orwell, 1984, è un gruppo di giovani membri del Partito che si dedica alla messa al bando di tutti i rapporti sessuali.